# 酷儿 (电影)
《酷儿》（英語：Queer）是2024年上映的历史浪漫劇情片，由美国和意大利合拍，意大利导演盧卡·格達戈尼諾执导，贾斯汀·库里茨克斯编剧，改编自美国作家威廉·柏洛茲1985年出版的同名小说。故事发生在1940年代的墨西哥城，一名居无定所的美国侨民迷上一位年轻男子。
电影于2024年9月3日在第81屆威尼斯影展首映，入选主竞赛单元，争夺金獅獎。

## 梗概
1940年代，从新奥尔良的一场缉毒行动逃脱后，李来到墨西哥城，流连于城内大大小小的夜场，偶遇吸毒的退役美国海军阿勒顿。

## 演员
- 丹尼尔·克雷格飾演威廉·李
- 德鲁·斯塔基飾演尤金·阿勒顿（Eugene Allerton）
- 詹森·舒瓦兹曼飾演乔（Joe）
- 莱斯莉·曼维尔飾演科特医生（Dr. Cotter）
- 亨利·扎格（英语：Henry Zaga）飾演温斯顿·摩尔（Winston Moor）
- 德鲁·德罗吉（英语：Drew Droege）飾演约翰·杜姆（John Dume）
- 安德拉·乌尔苏萨（英语：Andra Ursuța）飾演馬莉（Mary）
- 阿里尔·舒曼飾演汤姆·韦斯顿（Tom Weston）
- 科林·贝茨（Colin Bates）飾演汤姆·威廉斯（Tom Williams）
- 裴拉·安布罗西尼（Perla Ambrosini）飾演李的母亲
- 西蒙·里佐尼（Simon Rizzoni）飾演调酒师
- 奥马尔·阿波罗（英语：Omar Apollo）飾演奇穆酒吧（Chimu Bar）的人
- 米夏埃尔·博伊曼斯（英语：Michaël Borremans）飾演醫生
- 大衛·羅利飾演吉姆·科克倫（Jim Cochran）
- 李桑德羅·阿隆索飾演科特先生（Mr. Cotter）
- 蘿妮婭·艾娃（Ronia Ava）飾演瓊·沃爾默（英语：Joan Vollmer）

## 制作

### 开发
瓜达尼诺一直想把威廉·柏洛茲1985年出版的小说《酷儿》改编成电影，这本书是他17岁的时候就看过的。2022年4月，他将这本书介绍给编剧贾斯汀·库里茨克斯，当时他们正在波士顿拍《挑戰者》。瓜达尼诺给库里茨克斯买了这本书，库里茨克斯一读便爱上。制片人洛伦佐·米埃里联络了著作的版权方，在跟巴勒斯资产的遺著管理人詹姆斯·格劳尔霍尔兹通电话后，他们拿下小说的电影改编权。库里茨克斯还在创作《挑战者》的时候，就已经开始撰写《酷儿》的剧本。由于《酷儿》发行的版本是非完整版，库里茨克斯和瓜达尼诺向巴勒斯著作学者奥利弗·哈里斯（Oliver Harris）请教，问他如何在保持作者视角的情况下，给编剧补上一个合适的结局。瓜达尼诺称《酷儿》是最能展现他个人思想感情的电影，同时致敬了迈克尔·鲍威尔和埃默里克·普雷斯伯格执导电影《红菱艳》（1948年）。
2022年12月，消息指丹尼尔·克雷格就演出事宜进行洽谈。瓜达尼诺的人才中介布莱恩·劳德将剧本寄给克雷格后不久，克雷格同意出演。瓜达尼诺后来回忆：“丹尼尔和我在一个礼拜后通了电话。之后又过了一个礼拜，他就参与电影。”2023年4月，莱斯莉·曼维尔、詹森·舒瓦兹曼和亨利·扎格参演电影。德鲁·斯塔基将另一部作品的试镜录像交给瓜达尼诺看，之后也入选。瓜达尼诺曾就选斯塔基的问题咨询克雷格，克雷格看过录像，告诉瓜达尼诺“就是他了”。共有300人试镜了斯塔基的角色。2024年6月，消息指阿里尔·舒曼、李桑德羅·阿隆索和大衛·羅利三位导演也出现在电影中。

### 拍摄
主体拍摄于2023年4月29日在意大利罗马启动。电影还在意大利奇尼奇塔电影制片厂拍摄。其他取景地包括厄瓜多尔基多，此地代替了片中的墨西哥城。拍摄工作于同年6月29日杀青。西班牙奢侈品牌罗威的创意总监乔纳森·安德森继《挑战者》后二度携手瓜达尼诺，担任本片的服装设计。

### 后期制作
电影初剪版长达185分钟至200分钟，这个版本被递交给威尼斯电影节组委会，获接受。最终放映的版本被剪到135分钟。

## 发行
2024年2月，《綜藝》杂志称电影有望在2024年底的各大电影展巡演。2024年7月，电影入选第81屆威尼斯影展主竞赛单元，将在电影节上首映。2024年8月，电影入选第62届纽约电影节“聚光灯晚会”（Spotlight Gala）单元。同月，A24买下电影美国发行权。

## 反响
根据評論匯總网站爛番茄汇总的227篇评论文章，77%的评论家给予该作正面评价，平均打分为7分（满分10分）。在Metacritic上，50位影評人共給予了72分的分數（滿分100分），這部電影獲得了「普遍好評」。

### 奖项与提名
| 年份 | 大奖                   | 奖项                 | 提名者                | 结果   | 参考   |
| ---- | ---------------------- | -------------------- | --------------------- | ------ | ------ |
| 2024 | 威尼斯影展             | 金狮奖               | 《酷儿》              | 提名   | [ 20 ] |
| 2024 | 威尼斯影展             | 酷兒獅獎             | 《酷儿》              | 提名   | [ 20 ] |
| 2024 | 國家評論協會獎         | 年度十大電影         | 《酷儿》              | 獲獎   | [ 25 ] |
| 2024 | 國家評論協會獎         | 最佳男主角           | 丹尼爾·克雷格         | 獲獎   | [ 25 ] |
| 2024 | 歐洲電影獎             | 最佳男主角           | 丹尼爾·克雷格         | 提名   | [ 26 ] |
| 2024 | 華盛頓特區影評人協會   | 最佳男主角           | 丹尼爾·克雷格         | 提名   | [ 27 ] |
| 2024 | 聖地牙哥影評人協會     | 最佳男主角           | 丹尼爾·克雷格         | 第三名 | [ 28 ] |
| 2024 | 舊金山灣區影評人協會   | 最佳男主角           | 丹尼爾·克雷格         | 提名   | [ 29 ] |
| 2024 | 聖路易斯影評人協會     | 最佳男主角           | 丹尼爾·克雷格         | 提名   | [ 30 ] |
| 2024 | 佛羅里達影評人協會     | 最佳男主角           | 丹尼爾·克雷格         | 提名   | [ 31 ] |
| 2024 | 佛羅里達影評人協會     | 最佳改編劇本         | 賈斯汀·庫里茨克斯     | 獲獎   | [ 31 ] |
| 2025 | 金球獎                 | 劇情類電影最佳男主角 | 丹尼爾·克雷格         | 提名   | [ 32 ] |
| 2025 | 奧斯汀影評人協會       | 最佳男主角           | 丹尼爾·克雷格         | 提名   | [ 33 ] |
| 2025 | 女性電影記者聯盟       | 最佳男主角           | 丹尼爾·克雷格         | 提名   | [ 34 ] |
| 2025 | 美國退休者協會獎       | 最佳男主角           | 丹尼爾·克雷格         | 提名   | [ 35 ] |
| 2025 | 美國退休者協會獎       | 最佳女配角           | 蕾絲莉·蔓薇爾         | 提名   | [ 35 ] |
| 2025 | 衛星獎                 | 最佳男主角           | 丹尼爾·克雷格         | 提名   | [ 36 ] |
| 2025 | 澳大利亞影視藝術學院獎 | 最佳男主角           | 丹尼爾·克雷格         | 提名   | [ 37 ] |
| 2025 | 評論家選擇電影獎       | 最佳男主角           | 丹尼爾·克雷格         | 提名   | [ 38 ] |
| 2025 | 選角指導協會獎         | 高預算劇情電影       | 潔西卡·拉蒙（英語：Jessica Ramone） | 提名   | [ 39 ] |
| 2025 | 演員工會獎             | 最佳男主角           | 丹尼爾·克雷格         | 提名   | [ 40 ] |